# はそう
|                                          |
|                                          |
| 𤭯の変遷（和泉市いずみの国歴史館展示品） |

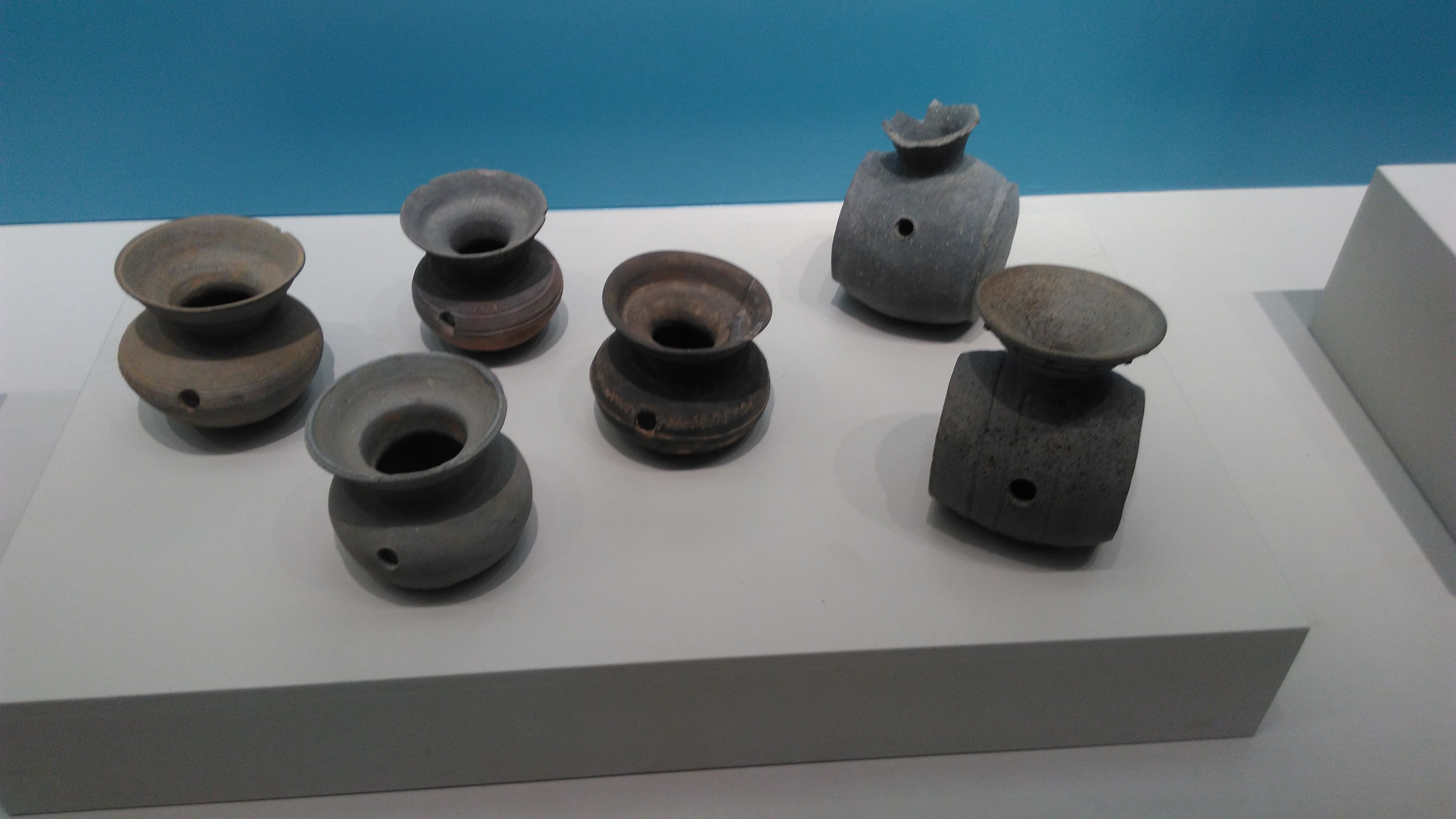
韓国の𤭯。右側2点は樽形𤭯（光州広域市国立光州博物館蔵）

𤭯（はそう/はぞう、古名：匜/楾/半挿（はんぞう）/波邇佐布（はにさふ）/波佐布（はさふ））とは、球形の胴部にラッパ形の口縁部をもち、胴部に注口となる竹管などを挿すための孔を持つ壺形の焼き物。古墳時代に朝鮮半島から導入された須恵器の器種として出現し、水や酒等を注ぐために使われたと考えられている。

## 概要
漢字は瓦と泉が合わさった「𤭯」であるが、通常テキストとしてあまりない文字のため、インターネットWEB上では平仮名や片仮名で「はそう（ハソウ）」と表記されることが多い。 
この器種の名称について、考古学者の三宅米吉は、平安時代前期の貞観年間（859年 - 877年）成立の『貞観儀式（儀式）』と、927年（延長5年）成立の『延喜式（式）』とにおける「𤭯」の用例を比較して、「𤭯」は「匜」と書くものと同じであり、『式』では「𤭯」を「ツチダラヒ」と訓じているがこれは誤りで、また「匜」を「ハサウ」と訓じるのも間違っているとし、『儀式』に「匜」を「波佐布」とする記載があることから、本来は共に「ハサフ」と読むのが正しいとしている。
さらに承平年間（931年 - 938年）成立の『和名類聚抄（和名抄）』の「漆器類」項で「匜」について「俗用楾字。（中略）此器有柄、半挿其中、故名『半挿』也。（中略）柄中有道、以注水之器也。」としていることを挙げ、俗に「楾」とも書くこと、柄が付けられた器であること、柄の半分を挿し込むため半挿（はんぞう）とも呼ばれること、柄の中に空洞があって水（液体）を注ぐ器であること、を解説している。
また同書「澡浴」項では「𤭯」の読みとして「波邇佐布（はにさふ）」と訓じていることからここでも「匜」が「𤭯」と同じものであることが明らかであり、これが木製の場合「楾」、陶製の場合「𤭯」となるとしている。
ただし三宅米吉は、「波佐布」を「半挿（ハンザウ）」と言うのは音便からの附会（強引に関係づけること）であり、両者は本来別種で、『和名抄』が成立した時代には既に両者の混淆が生じているとする。また「波佐布（ハサフ）」の大元の意味については「意明かならず」という。
『延喜式』「造酒司雑給料」に「陶匜60口、箆竹30株作匜口及篩柄料」とあり、竹を用いて中空の注口が造られていたことがわかる。

## 考古学研究での𤭯
実際の考古資料（遺物）としては、5～7世紀代の古墳や、同時代の窯跡などの遺跡から出土する丸形の胴部中央に小孔をもち、口縁がラッパ形をした壺形の須恵器があり、現在の考古学ではこれを「𤭯（ハソウ）」と呼んでいる。
これらは、渡来人により5世紀初頭の日本に窯技術と共に須恵器（陶質土器）が導入された段階から見られる器種で、大阪府陶邑窯跡群の出土須恵器編年などでは、導入当初は胴部の最大径が口縁部径より大きく頸部も短いが、6世紀にかけて頸部～口縁部が長大化し、胴部が小型化していく。7世紀代には底部に台付きのものが現れる。関東地方では、須恵器を模倣した土師器の𤭯も出現した。

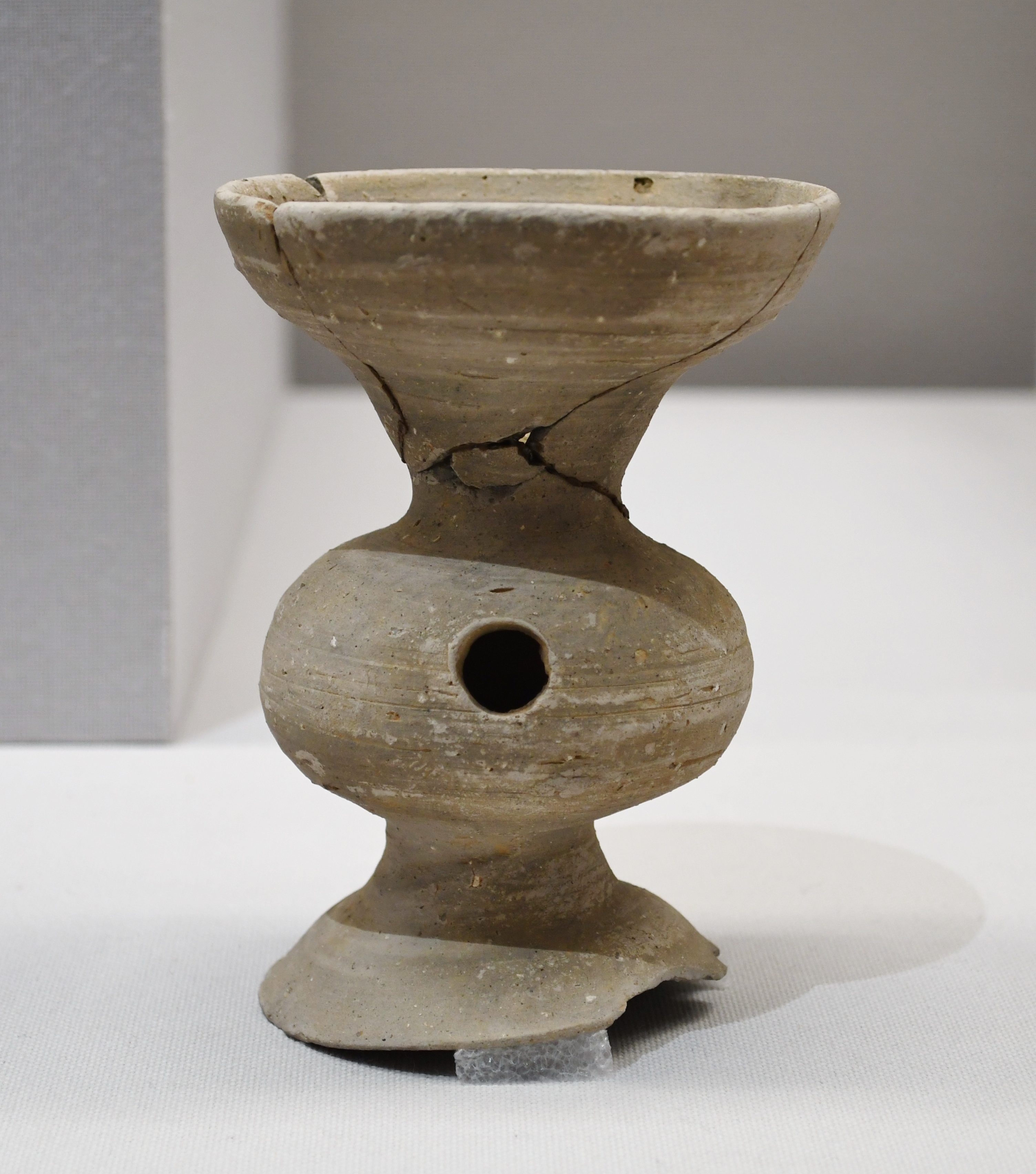
台付𤭯 多々良寺山古墳群（山口県防府市）出土。東京国立博物館所蔵。
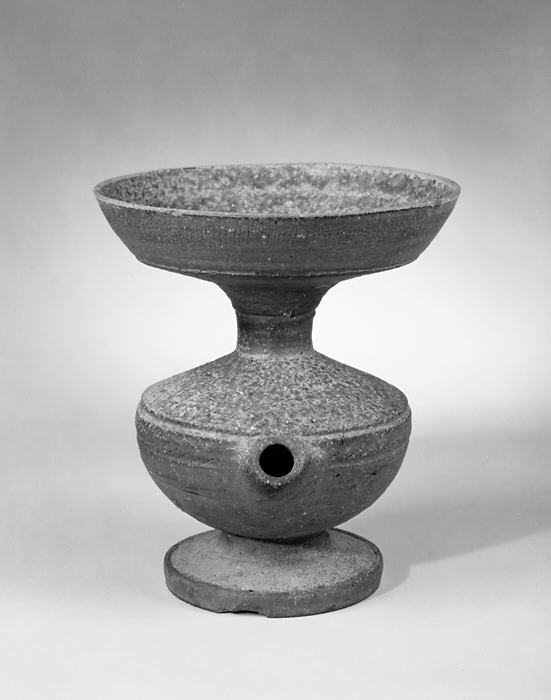
台付𤭯 ニューヨークメトロポリタン美術館所蔵。
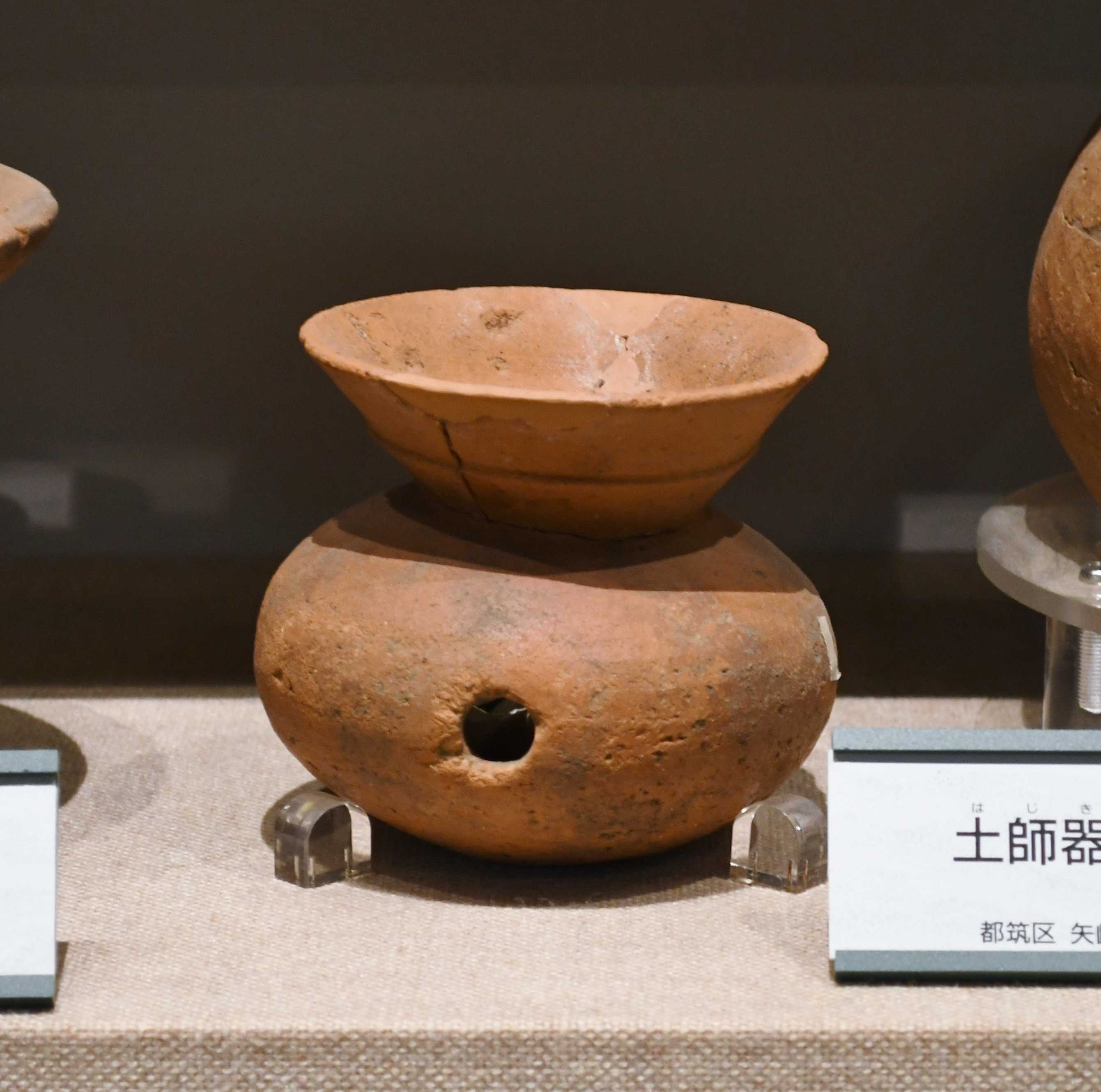
土師器𤭯 矢崎山遺跡（神奈川県横浜市都筑区）出土。横浜市歴史博物館展示。

## 𤭯をもつ埴輪
古墳時代の𤭯は、内部に液体を注ぐと胴部中位の孔の位置で液体が漏れ出てしまうため、竹などの管を挿して注口を付加していたと考えられているが、実際に木製管が遺存していた事例はない。しかし、静岡県浜松市の郷ヶ平6号墳から出土した女性型の埴輪（須恵器工人が製作したらしく、胴体の形などに須恵器の特徴が見られる）に、𤭯を捧げ持つ姿のものがあり、この𤭯には長い注口があり、竹管を挿した本来の使用時の姿を模したものと考えられている。

## バラエティ
- 樽形𤭯（たるがたはそう）- 5世紀に現れる、横倒しにした樽のような胴部に口縁部をのせた形状の𤭯。通常の𤭯に比べて出土数は少なく、存続期間も短い[6]。
- 二重𤭯（にじゅうはそう）-本体の胴部外側に鉄格子状の第2の器壁が覆う特殊な意匠の𤭯。長野県上田市腰越の鳥羽山洞窟から出土したものをはじめ全国に60例ほど知られている[10]。

樽形𤭯
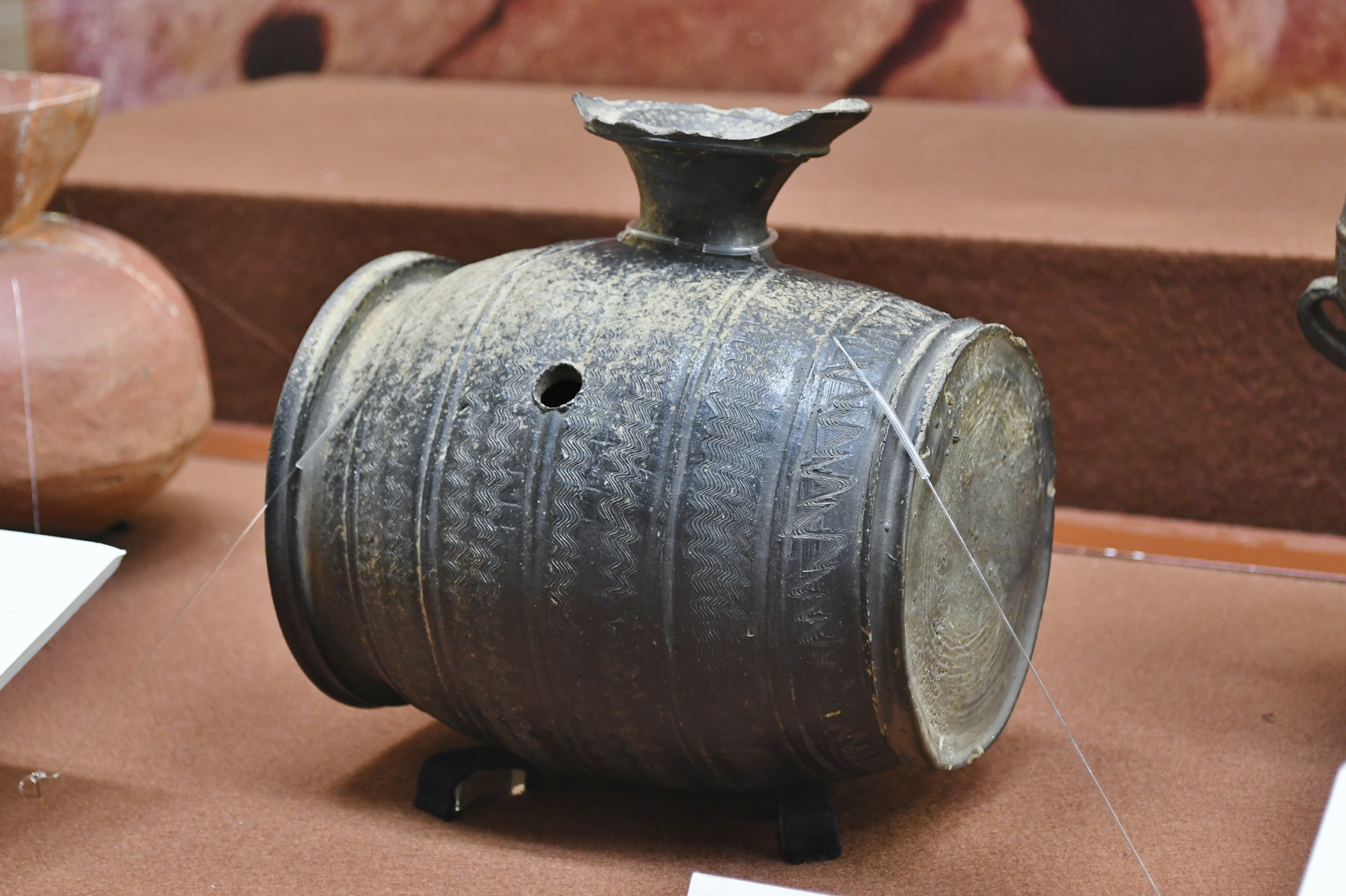
樽形𤭯 八王子遺跡（埼玉県さいたま市）出土。埼玉県立歴史と民俗の博物館展示。
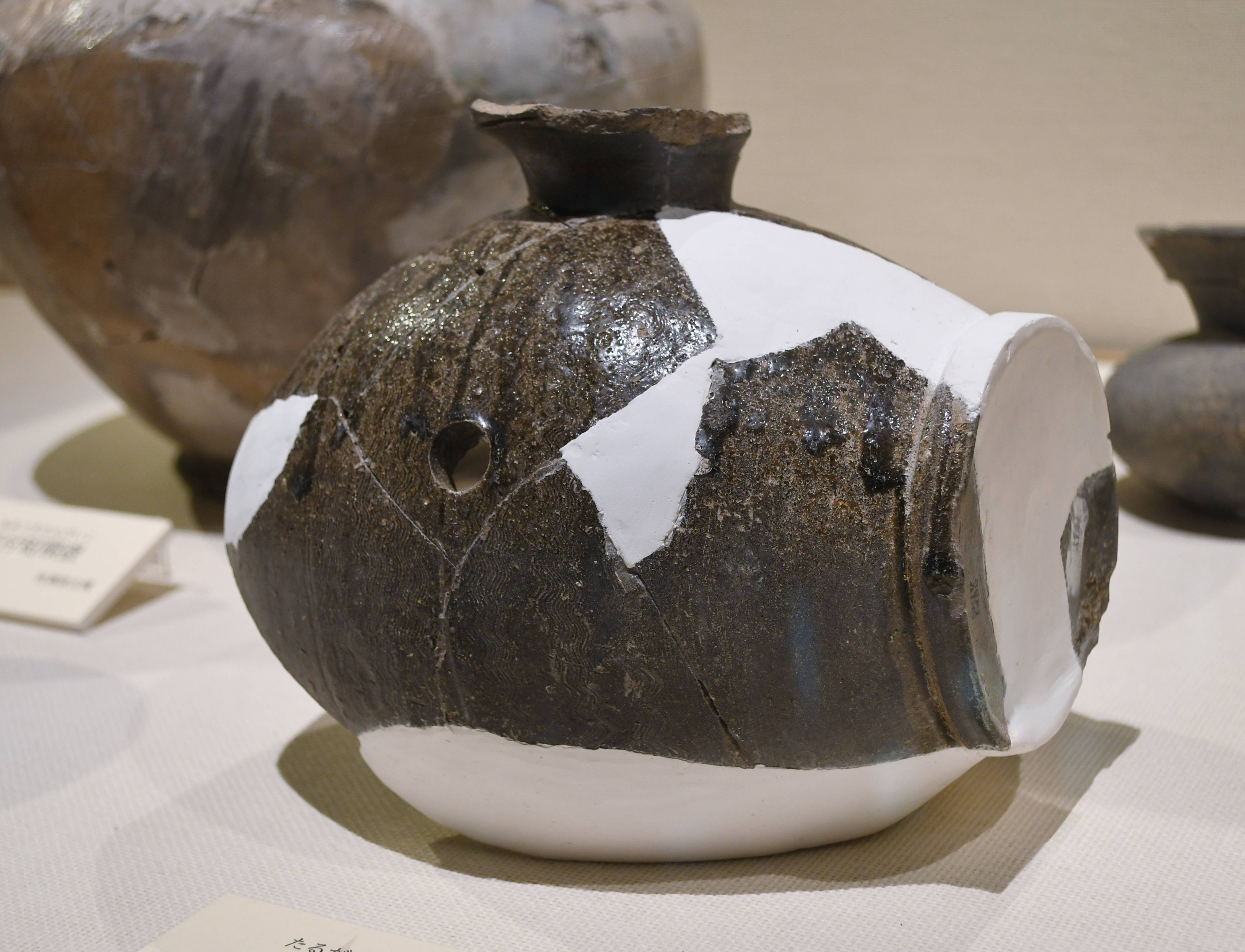
樽形𤭯 塚山古墳（長野県松本市）出土。松本市立考古博物館展示。
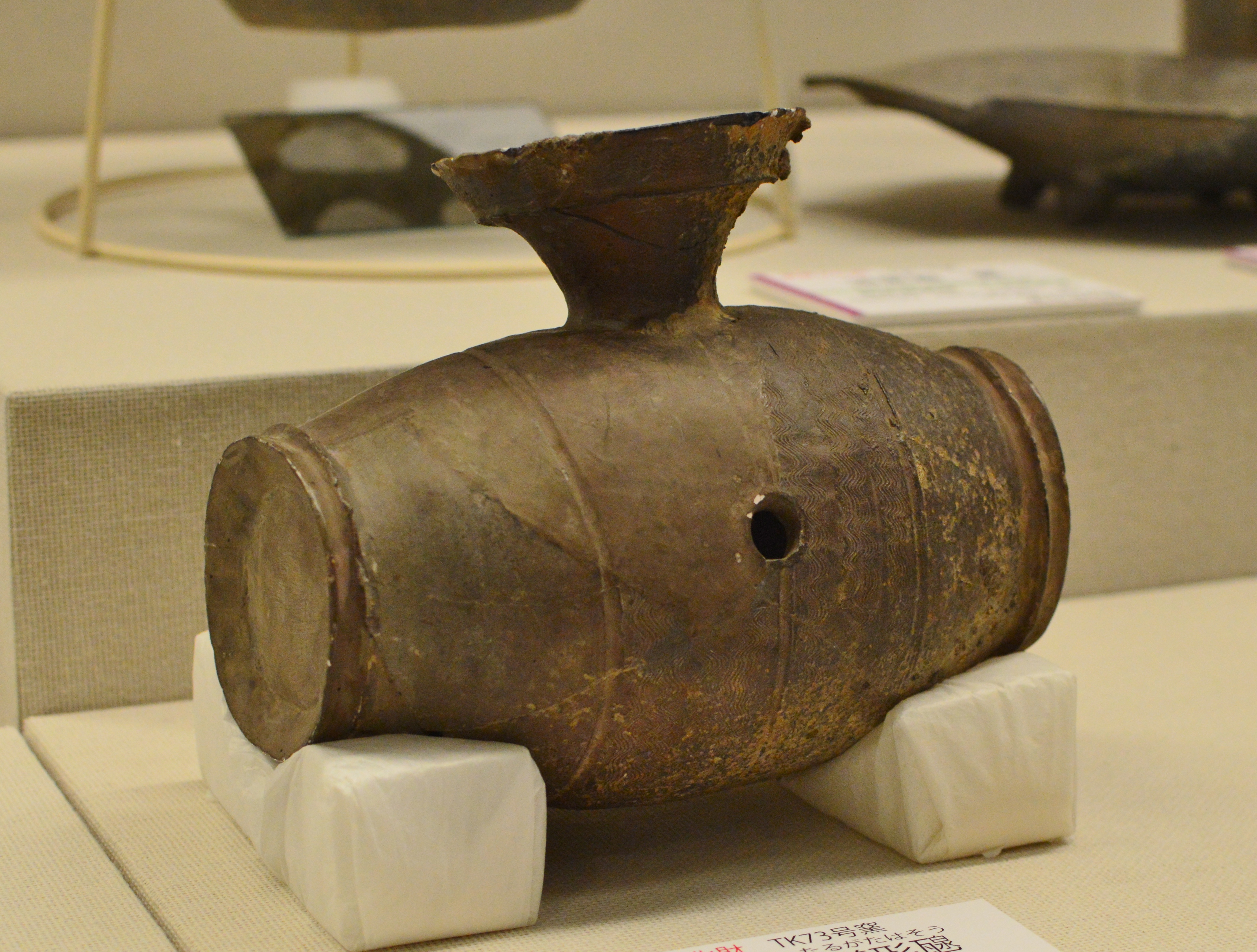
樽形𤭯 陶邑窯跡群高蔵寺73号窯（大阪府堺市）出土。堺市博物館展示。
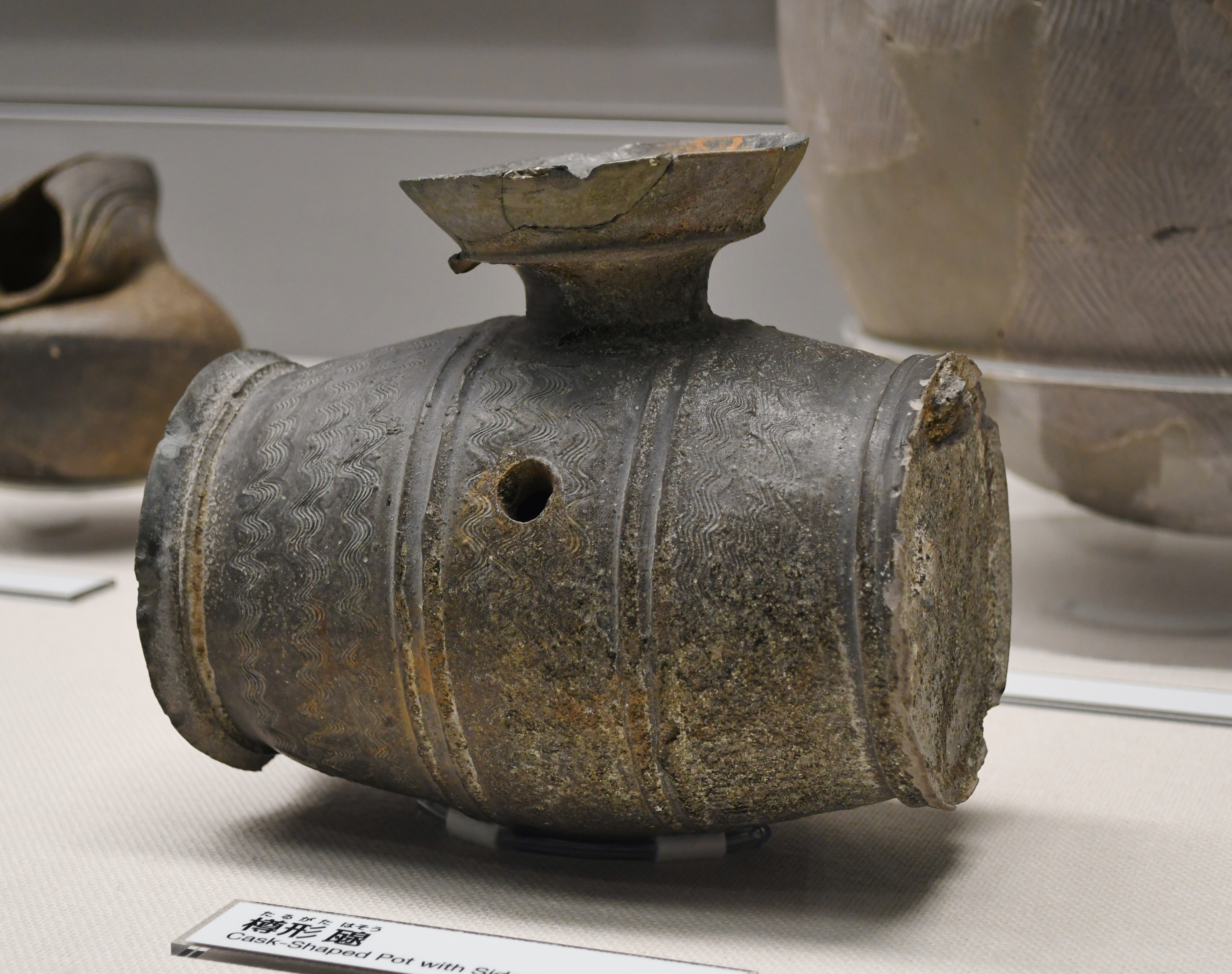
樽形𤭯 大庭寺遺跡（大阪府堺市）出土。国立歴史民俗博物館展示。
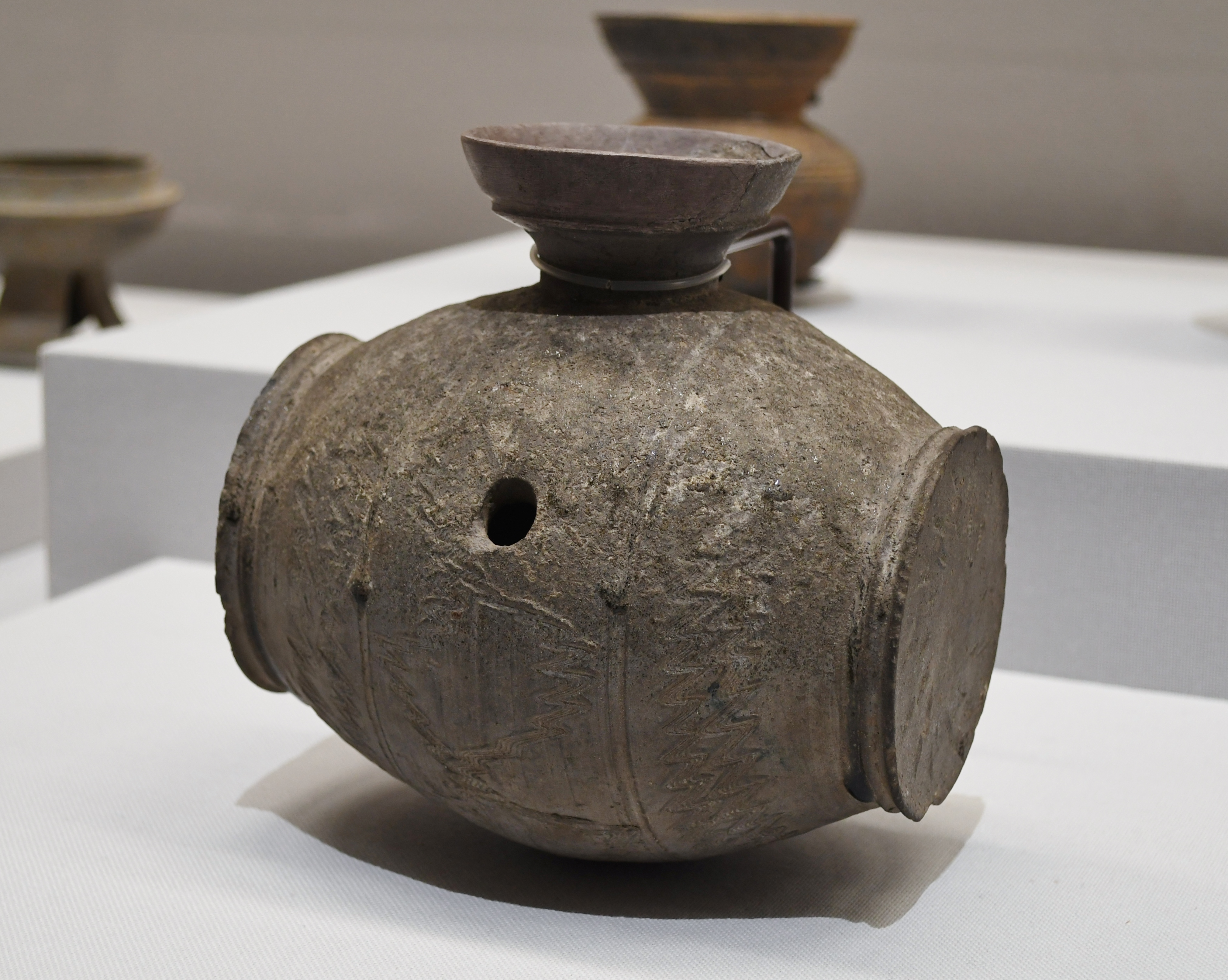
樽形𤭯 福岡県粕屋町大字江辻字榎町出土。東京国立博物館展示。

その他
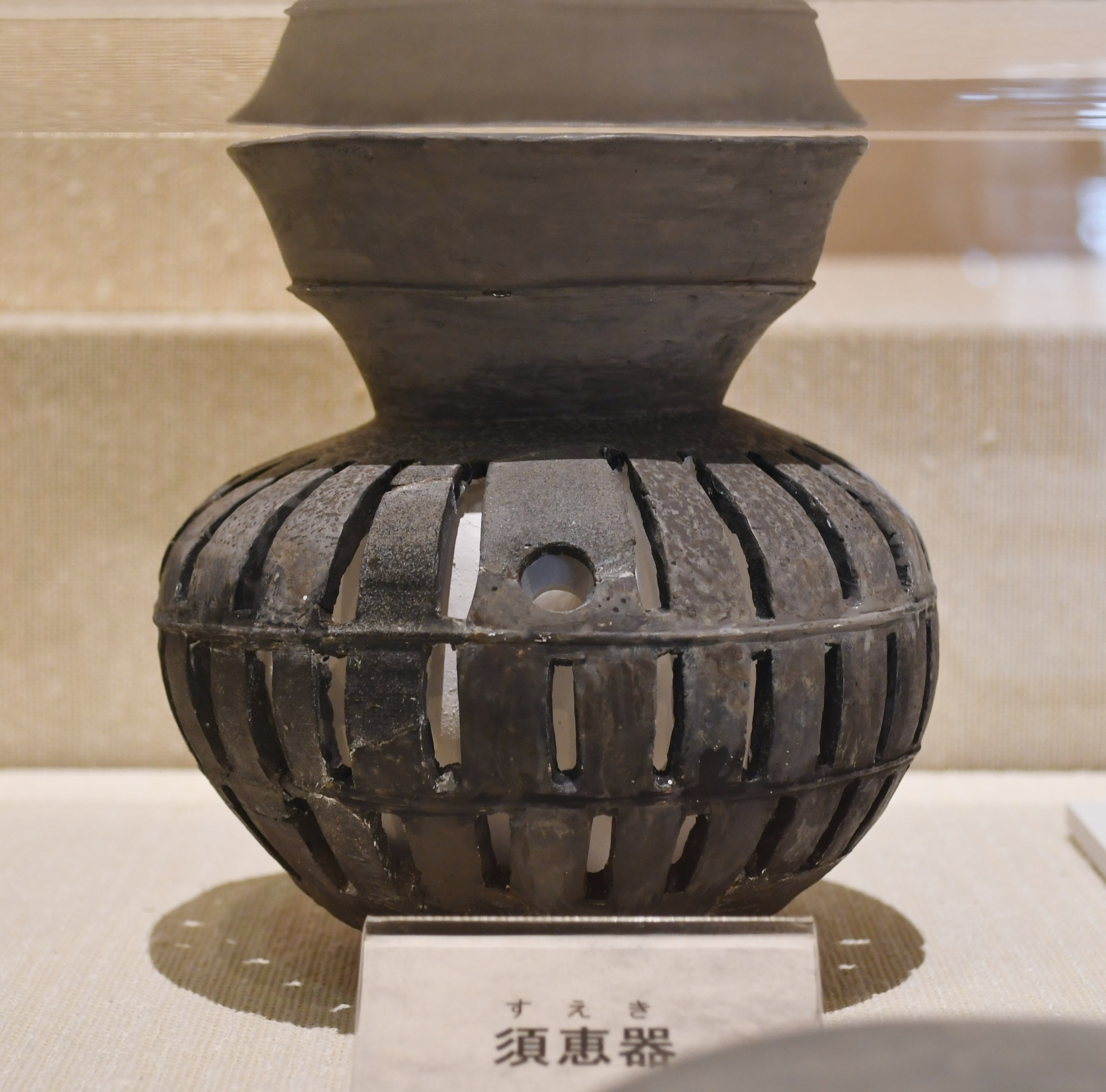
二重𤭯 北山田遺跡（福島県郡山市）出土。大安場史跡公園ガイダンス施設展示。
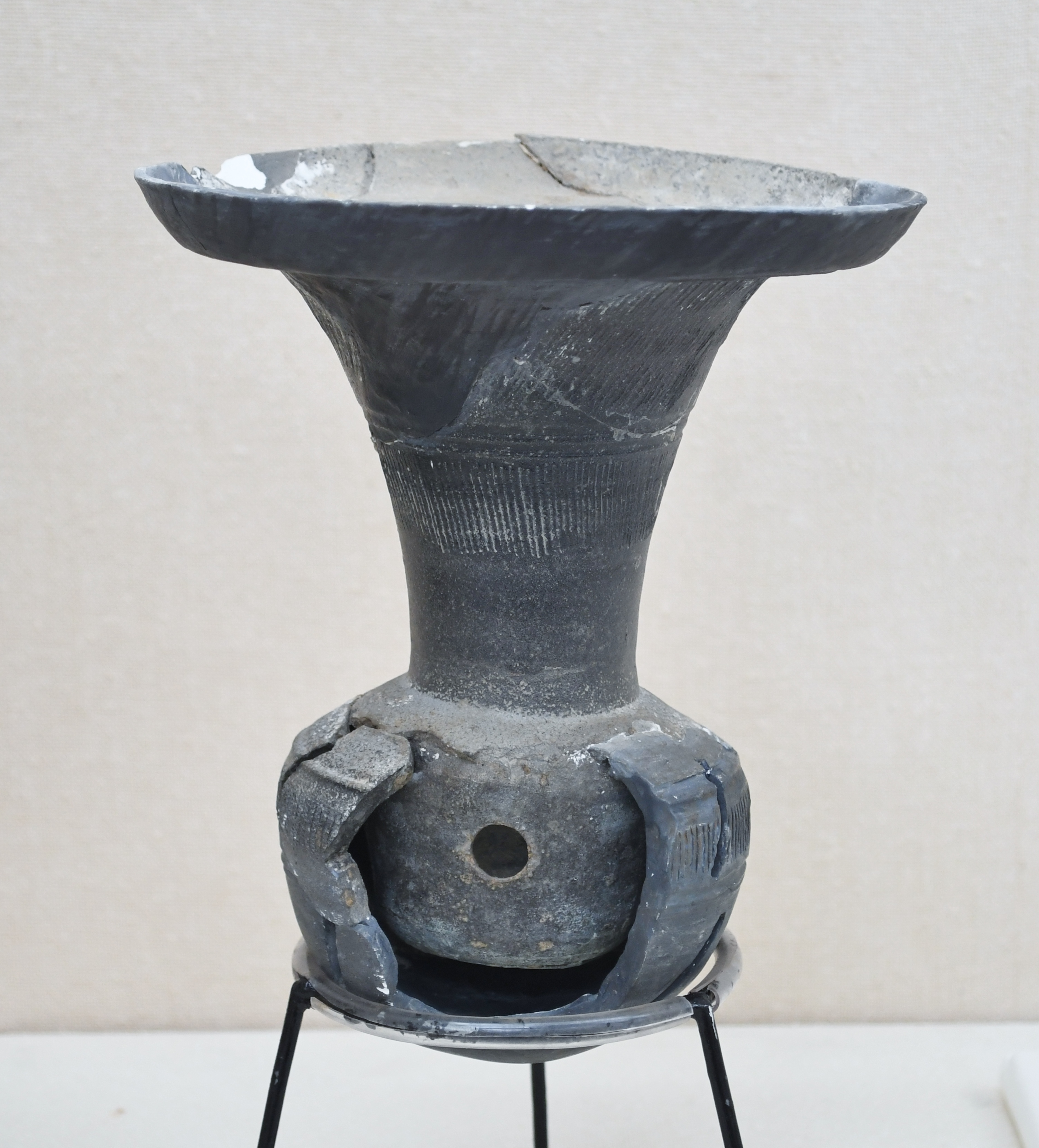
鈴付𤭯 丸山塚古墳出土。花園大学歴史博物館企画展示時に撮影。
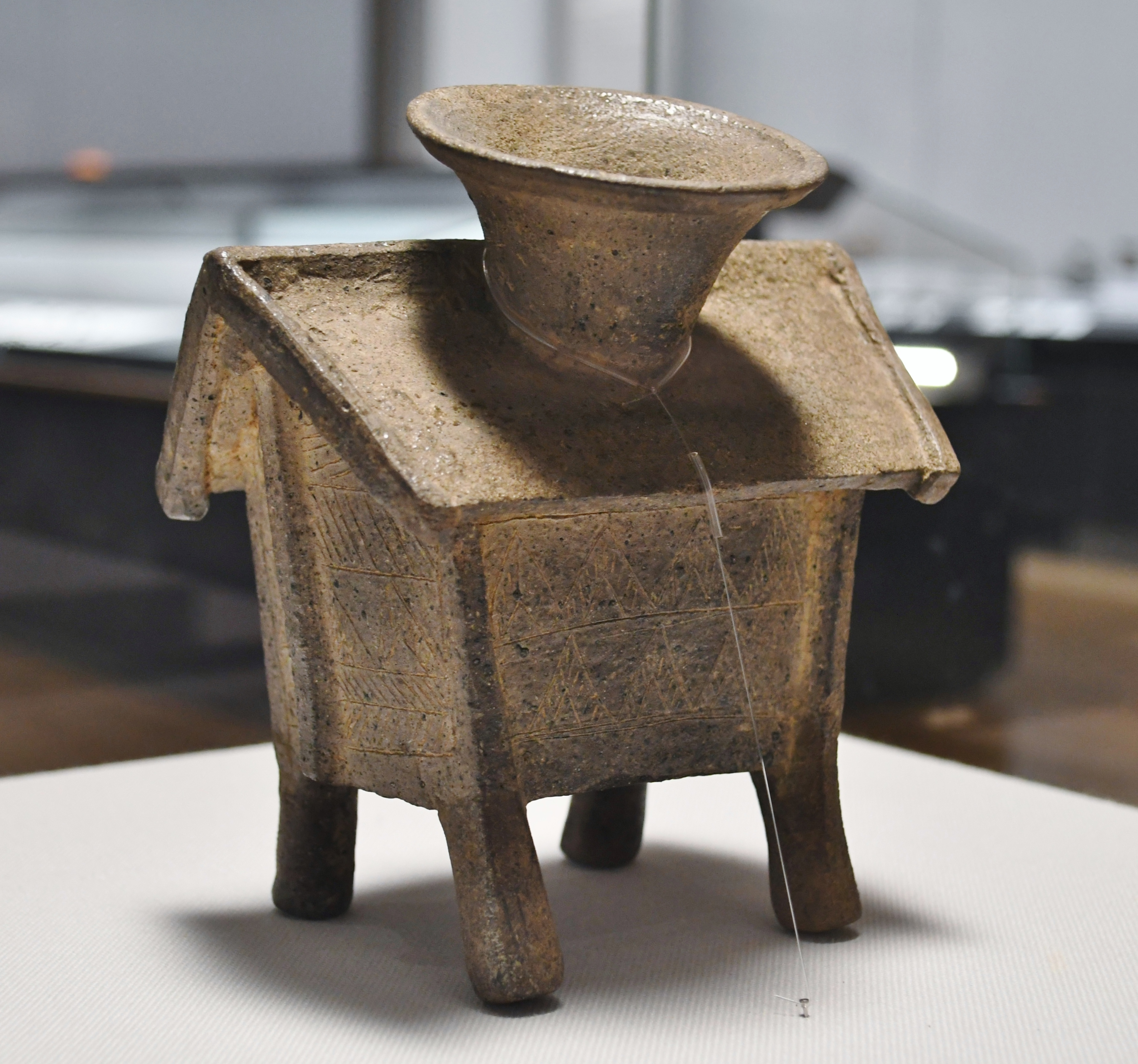
家形𤭯 大同寺古墳（和歌山県和歌山市）出土。東京国立博物館展示。
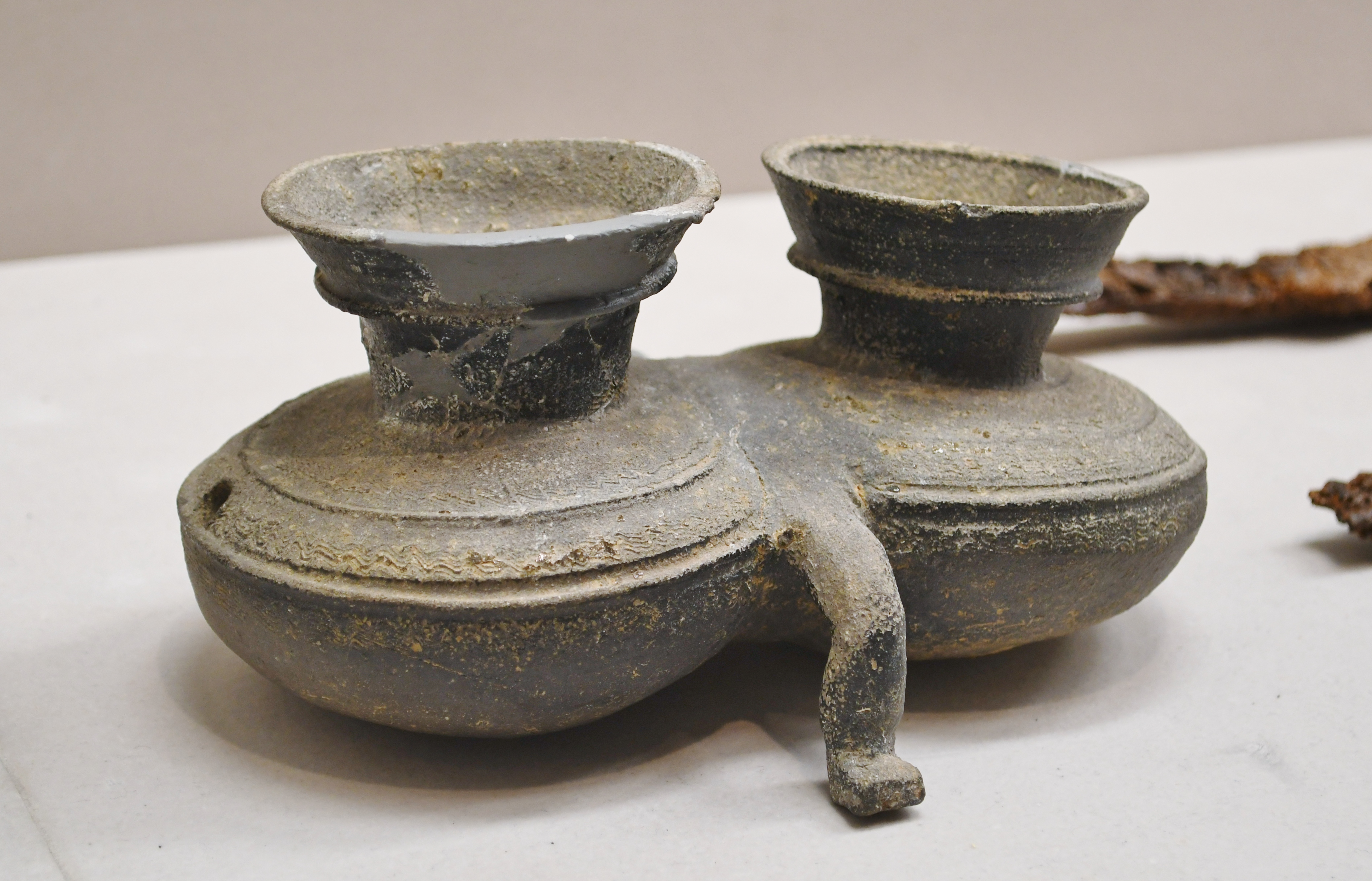
双𤭯 池尻2号墳（兵庫県加古川市）出土。加古川総合文化センター博物館展示。
双口𤭯 ホリノヲ4号墳（奈良県天理市）出土。なら歴史芸術文化村企画展示時に撮影。